# Crasna (Sălaj)
Crasna (Roemeens), Kraszna (Hongaars), Krassmarkt (Duits), is een Roemeense gemeente in het district Sălaj.
Tot 1876 was de plaats de naamgever en tevens hoofdplaats van het comitaat Kraszna. Tegenwoordig is het een gemeente waaronder de volgende kernen behoren:
- Crasna / Kraszna
- Marin / Máron
- Ratin / Ráton
- Huseni / Krasznahosszúaszó

## Bevolking
De gemeente Crasna telde in 2011 in totaal 6485 inwoners. De meerderheid van de bevolking (4103 personen) wordt gevormd door de etnische Hongaren.
De gemeente is onderdeel van de Hongaarstalige streek Szilágyság.

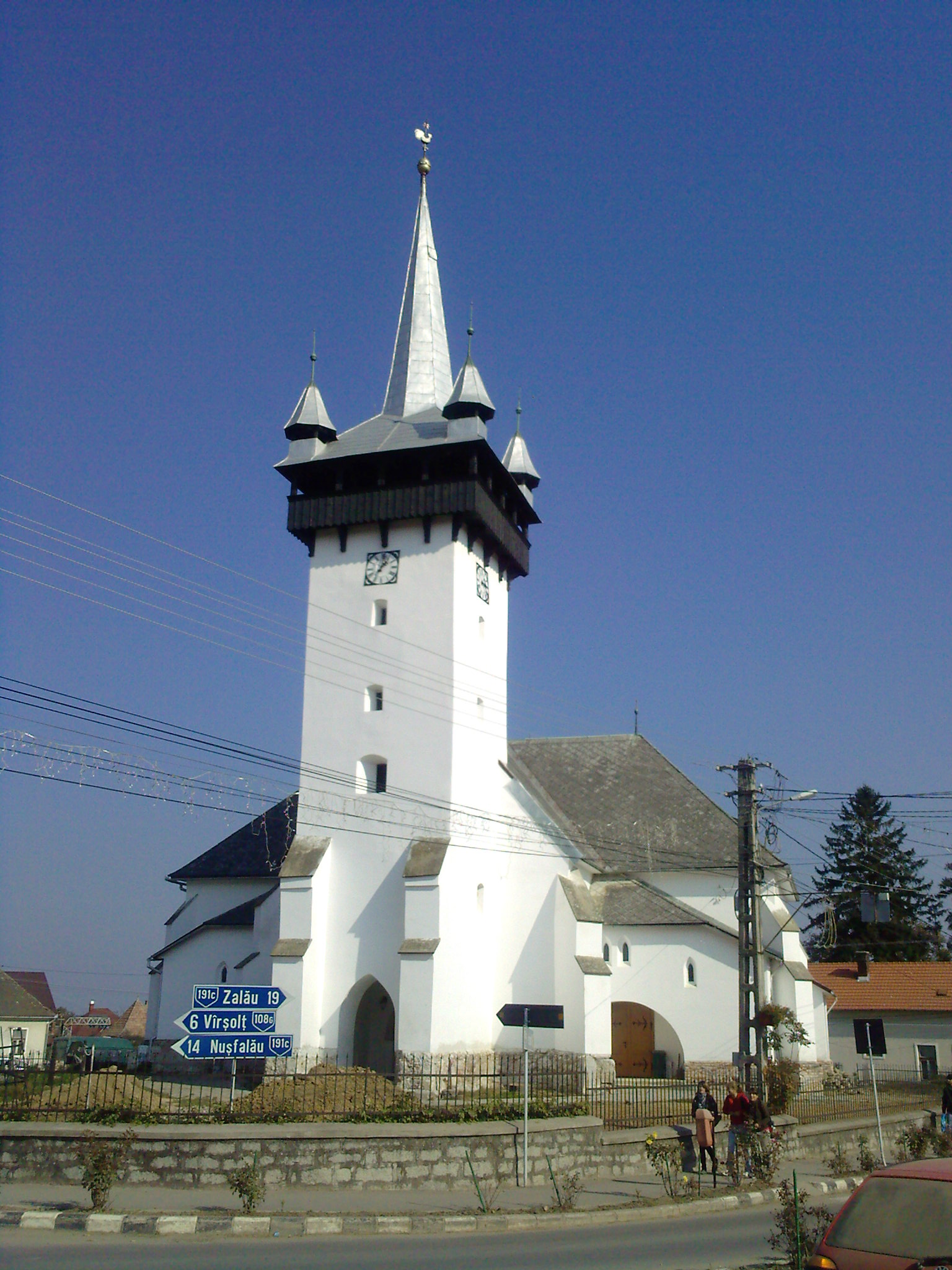
Hongaars Gereformeerde Kerk van Crasna